# Tony Campos
Tony Campos (también conocido como "El Maldito X") es el bajista en las bandas de metal industrial Static-X y Fear Factory, y antiguo bajista de la banda Soulfly y, Ministry
Tony además hace de voz y bajo en Asesino, un grupo con estilo Deathgrind.
Junto con Wayne Static, Campos es el único miembro de la banda que ha sido una figura constante a través de los diferentes cambios en la alineación de Static-X. Campos canta con gruñidos vocales bajos, canta toda la canción "Anything But This" en vivo. También se unió Ministry después que el bajista Paul Raven muriera. Actualmente utiliza un bajo "Fernandes five-string Tremor" afinado en "ADGCF" cuando toca en Asesino. En Static-X, utiliza un par: "CFA#EbG" y "A#EbG#DbF#".
En 2001, Campos sufrió un accidente de moto, lo que le provocó alguna fractura, y por lo tanto perderse la mayor parte del tour de Static-X. Fue reemplazado temporalmente por Marty O'Brien.
En el 2002 tocó el bajo con la banda colombiana Agony durante el festival Rock al Parque.
En 2007, sustituyó al bajista Bay Cortez, en Possessed.
A mediados de la década del 2010 se le vio en su rol de bajista junto a Fear Factory.
En 2018, Tony Campos anunció planes para reunirse con los miembros originales de Static-X y lanzar un nuevo disco con el nombre de Project Regeneration. El álbum fue finalmente lanzado el 10 de julio de 2020 debido a los retrasos provocados por la pandemia de COVID-19.

## Discografía
Con Static X
- Wisconsin Death Trip (1999)
- Machine (2001)
- Shadow Zone (2003)
- Beneath... Between... Beyond... (2004)
- Start a War (2005)
- Cannibal (2007)
- Cannibal Killers Live (2008)
- Cult of Static (2009)
- Project Regeneration Volume 1 (2020)

Con Asesino
- Corridos De Muerte (2002)
- Cristo Satanico (2006)
- La Segunda Venida (2013)

Con Ministry
- Cover Up (2008)
- The Last Dubber - Compilación (2009)
- Adios... Puta Madres - álbum en vivo y DVD (2009)[2]
- Undercover (2010)
- MiXXXes of the Molé - Compilación (2010)
- Every Day is Halloween: The Anthology - Compilación (2010)
- Relapse (2012)
- From Beer to Eternity (2013)

Con Fear Factory
- Genexus - (2015)

Con Día de los Muertos
- Day of the dead EP - 2005[3]
- Satánico Dramático - 2011 (En "Sigo Siendo El Rey")[4]

Con Soulfly
- Enslaved (2012)
- Savages (2013)
- Archangel (2015)

Con Prong
- Carved into Stone (2012)

Con Attika7
- Mayhem (2012)

Con Cavalera Conspiracy
- Blunt Force Trauma (2012) (Sesiones)